# Spongiobranchea intermedia
Spongiobranchea intermedia är en snäckart som beskrevs av Pruvot-fol 1926. Spongiobranchea intermedia ingår i släktet Spongiobranchea och familjen Pneumodermatidae. Inga underarter finns listade i Catalogue of Life.